# Schizaea palmata
Schizaea palmata là một loài dương xỉ trong họ Schizaeaceae. Loài này được Hombr. & Jacq. mô tả khoa học đầu tiên năm 1852.
Danh pháp khoa học của loài này chưa được làm sáng tỏ. 